# Zou Yigui
Zou Yigui est un peintre chinois du XVIIIe siècle, originaire de Wuxi (vieille ville industrielle de la province du Jiangsu en Chine). Il est né en 1686 et mort en 1772.

## Biographie
Haut fonctionnaire, Zou  Yigui se spécialise dans la peinture de fleurs principalement. Il est aussi poète et jouit d'une notoriété assez considérable. Auteur du « Xiaoshan Huapu » 蕭山區畫譜 (in Meishu, vol. 9, p. 61-152; in Congkan, p. 748-820). Cet ouvrage relativement long se divise en deux parties: la première est consacrée à la peinture de fleurs: plus d'une centaine d'espèces de fleurs sont successivement analysées en brèves rubriques, indiquant les caractères essentiels de chaque espèce. Zou Yigui est le premier à traiter de manière aussi systématique de la peinture de fleurs; c'est la principale originalité de son ouvrage qui, de ce point de vue, inaugure une veine nouvelle dans les théories picturales. 
La deuxième partie, de conception plus traditionnelle, traite de la peinture en général et se compose d'une cinquantaine de courtes rubriques qui abordent divers problèmes d'esthétique, de critique et de technique. Dans l'ensemble, il s'agit d'un ouvrage important où l'on trouve des informations abondantes, caractéristiques de la mentalité de l'époque, sur un très large éventail de thèmes (y compris la peinture à l'huile occidentale). Biographie: Renming; (in Congkan, p. 12). Analyse: Tiyao (in Congkan, p. 819); Jieti (in Congkan, p. 820); Huashi, vol. II, p. 279-280.

## Pinceau et encre
Parmi les Anciens, certains « ont le pinceau et l'encre »; d'autres ont le pinceau mais n'ont pas l'encre; d'autres encore, ont l'encre mais pas le pinceau. Ceci provient, non pas de ce que l'aspect des paysages est par lui-même limité, mais bien de l'inégale répartition des dons chez les peintres. L'encre, en imprégnant le pinceau, doit le doter d'aisance; le pinceau, en utilisant l'encre, doit la douer d'esprit. l'aisance de l'encre est une question de formation technique<     >; l'esprit du pinceau est une question de vie. « Avoir l'encre mais pas le pinceau » veut dire que l'on est investi de l'aisance que donne la formation technique, mais que l'on est incapable de donner libre cours à l'esprit de la vie. « Avoir le pinceau mais pas l'encre » veut dire que l'on est réceptif à l'esprit de la vie, mais sans cependant pouvoir introduire les métamorphoses que donne l'aisance de la formation technique.

## Les peintres de cour
La peinture de cour se développe sous les périodes Kangxi, Yongzheng et Qianlong, quand la dynastie atteint son zénith. Puis l'influence de l'art occidental sur les peintures de la cour des Qing est particulièrement évidente dans la mise en valeur de l'ombre, de la lumière et de la perspective, ainsi que dans la priorité donnée à l'enregistrement d'évènements contemporains. De plus, les Européens apportent en Chine les techniques de la peinture à l'huile et de la gravure sur cuivre, inusitées jusqu'alors. Ces peintres, non seulement produisent de nombreuses œuvres, mais ils font connaître les genres et les techniques de la peinture occidentale aux peintres de la cour, qui commencent à les associer aux traditions chinoises. 
Toutefois, ces nouvelles œuvres sont critiquées par les gardiens de l'art traditionnel comme étant rigides, contraintes et disharmonieuses. Dans ses écrits sur l'influence des techniques occidentales, Zou Yigui note que « les Occidentaux sont doués pour la géométrie. Ils mesurent avec précision l'ombre et la lumière, le premier plan et l'arrière-plan... Dans leurs œuvres, les objets sont mesurés avec une équerre, de façon à réduire leur taille en fonction de la distance. On a presque envie de se promener dans les maisons et entre les murs qu'ils peignent ». Mais, reproche-il, il n'y a pas de méthode dans leurs coups de pinceau. « Bien qu'exécutées avec méticulosité, leurs œuvres sont des travaux d'artisans et ne peuvent être considérées comme des peintures ».